# Drohiczyn (Białoruś)
Drohiczyn, w latach 1919–1945 Drohiczyn Poleski (biał. Драгічын, Drahiczyn, ros. Дрогичин, Drogiczin) – miasto na Białorusi, w obwodzie brzeskim, siedziba rejonu drohiczyńskiego; do 1945 miasteczko w Polsce, w województwie poleskim, siedziba powiatu drohickiego i gminy Drohiczyn; około 14,6 tys. mieszkańców (2010).

## Historia
Pierwsze wzmianki w Metryce Litewskiej. W 1452 występuje jako wieś Dawiaczorawicze w starostwie pińskim, własność królowej Bony. Przebiegał tędy trakt z Brześcia na Wołyń. Siedziba wójtostwa w 1552. Od 1565 w granicach powiatu pińskiego. Miasto hospodarskie Dowieczorowicze lokowane w 1623 roku, położone było w powiecie pińskim województwa brzeskolitewskiego. W I połowie XVII wieku własność Lwa Sapiehy. Następnie przechodzi w ręce Niewielskich, którzy uzyskują dla wsi prawa miejskie i fundują cerkiew.
Po raz pierwszy nazwa Drohiczyn (Dorohiczyn) pojawia się w 1655. W tym roku pojawia się też nazwa Drogiczyn. W 1749 z inicjatywy marszałka pińskiego Orzeszki w miejscowości powstał klasztor franciszkanów.
Miasto lenne położone było w końcu XVIII wieku powiecie pińskim województwa brzeskolitewskiego.
Po III rozbiorze Polski od 1795 w składzie Cesarstwa Rosyjskiego. W 1886 w miasteczku powstała stacja kolejowa. W przededniu I wojny światowej funkcjonowały tu fabryka słomkowych kapeluszy, mleczarnia, zakład oczyszczania kredy i młyny.
27 lutego 1919 roku zgrupowanie Wojska Polskiego pod dowództwem mjr. Aleksandra Narbutta-Łuczyńskiego odbiło Drohiczyn z rąk bolszewików.
Od 1921 miasteczko w Polsce (bez praw miejskich), stolica powiatu drohickiego w województwie poleskim. Miejscowość była siedzibą wiejskiej gminy Drohiczyn.
Od 15 stycznia 1940 w składzie BSRR, stolica rejonu drohiczyńskiego w obwodzie pińskim.
Podczas okupacji hitlerowskiej, w kwietniu 1942 roku Niemcy utworzyli getto dla żydowskich mieszkańców. Przebywało w nim około 1500 osób. 15 październik 19421 roku Niemcy zlikwidowali getto, a Żydów zamordowano obok dworca kolejowego i na Bronnej Górze. 
Nieopodal Drohiczyna, w majątku Ludwinowo, mieszkała w latach 1858–1864 Eliza Orzeszkowa.

## Ekologia
Po awarii elektrowni atomowej w Czarnobylu (1986) rejon drohiczyński znalazł się w strefie podwyższonej radiacji w związku ze skażeniem cezem-137 (137Cs).

## Galeria

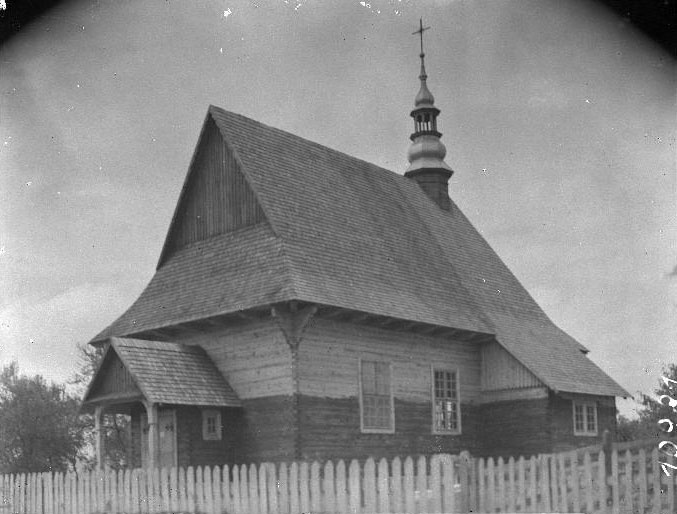
Kościół katolicki w 1929 r.
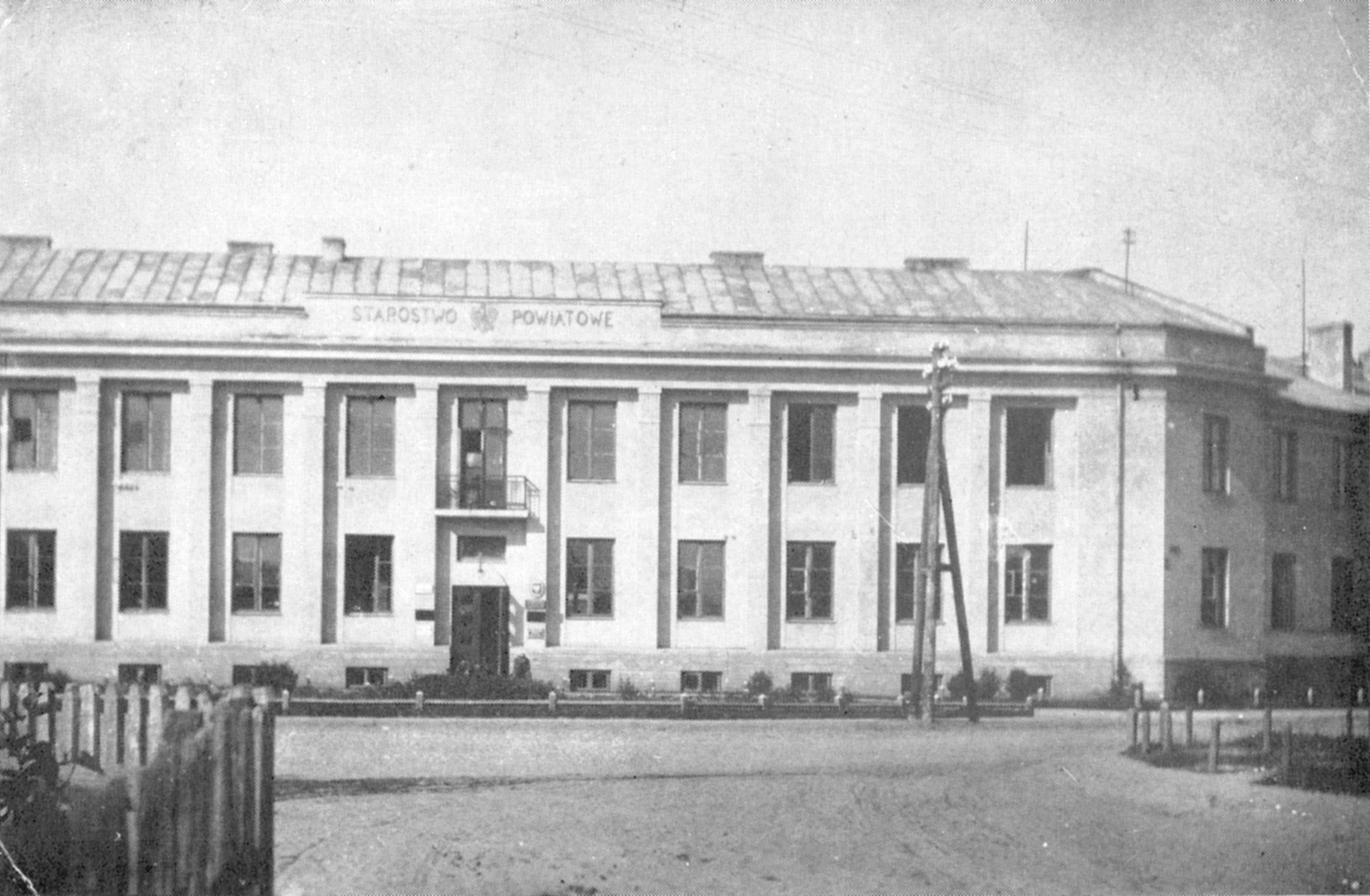
Budynek starostwa powiatowego w latach 30. XX wieku (Piaski)
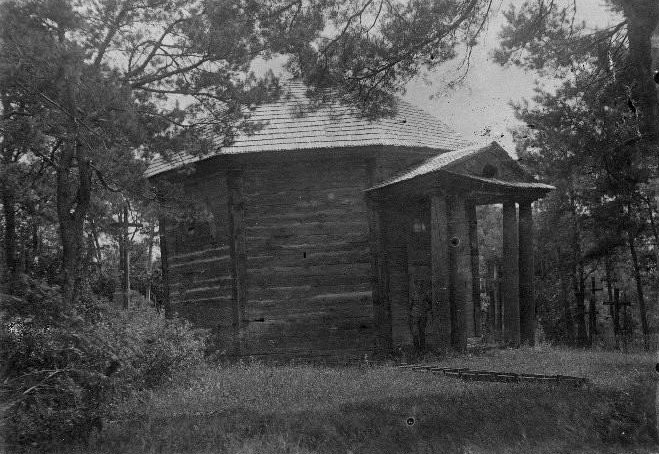
Kaplica w 1915 r.
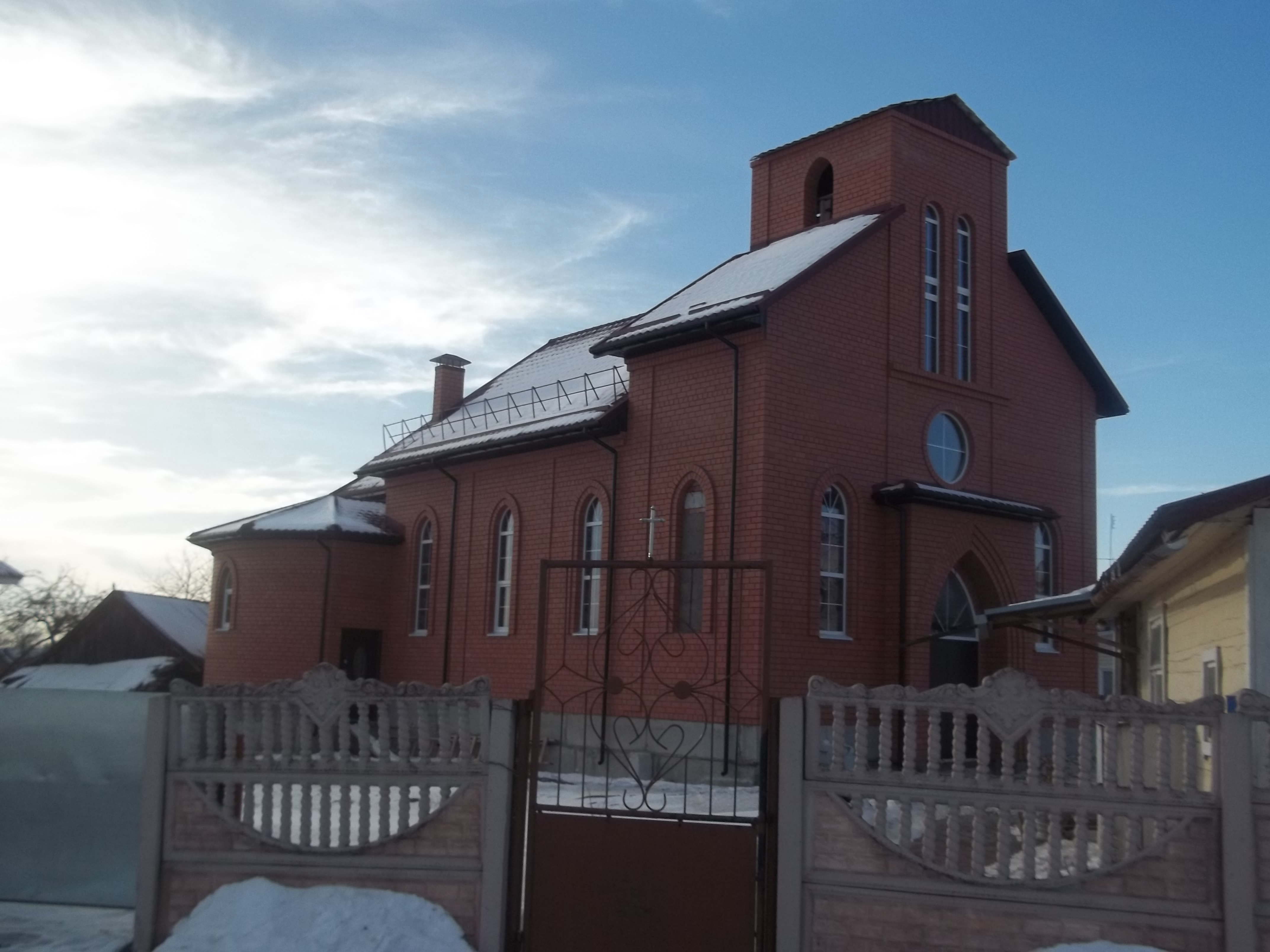
Kościół w 2013 r.
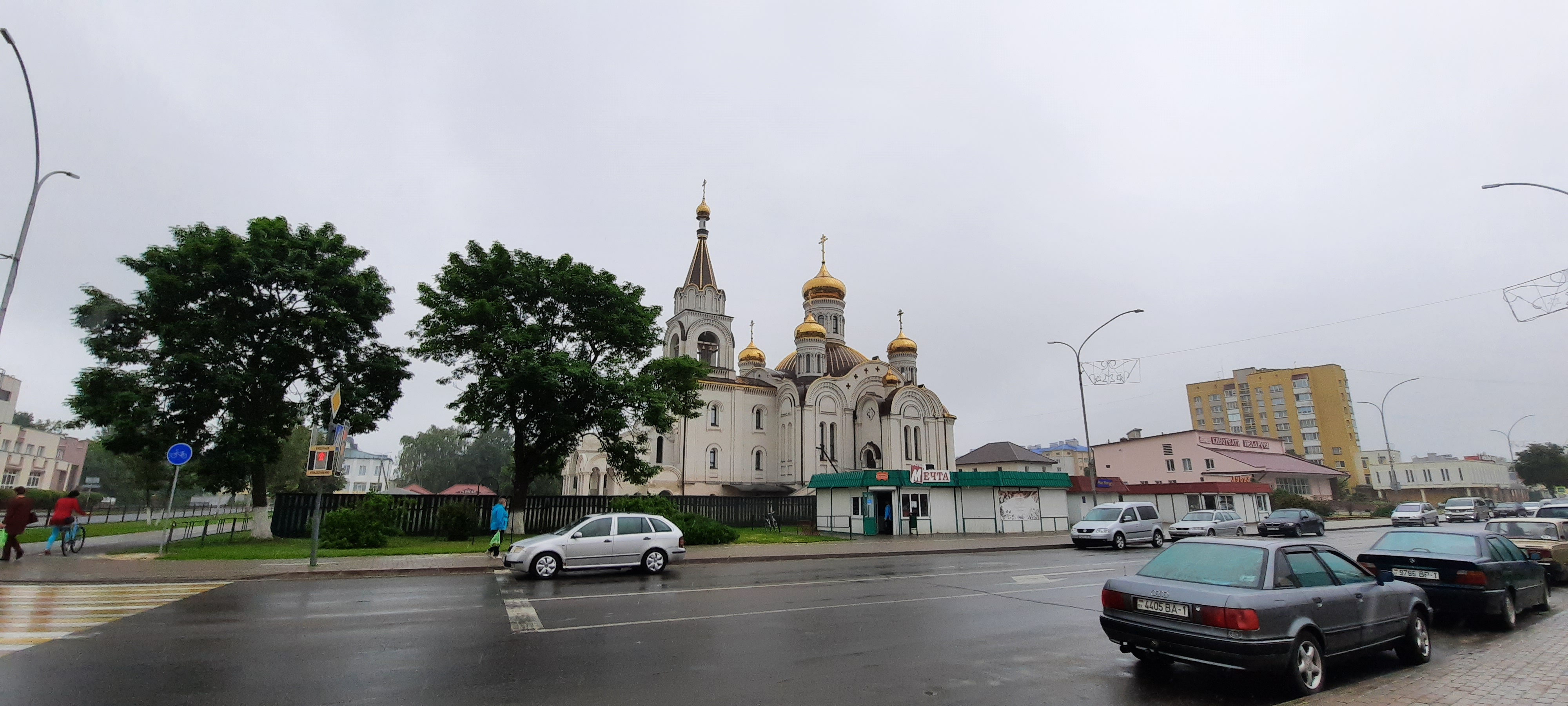
Cerkiew pw. św. Eufrozyny Połockiej
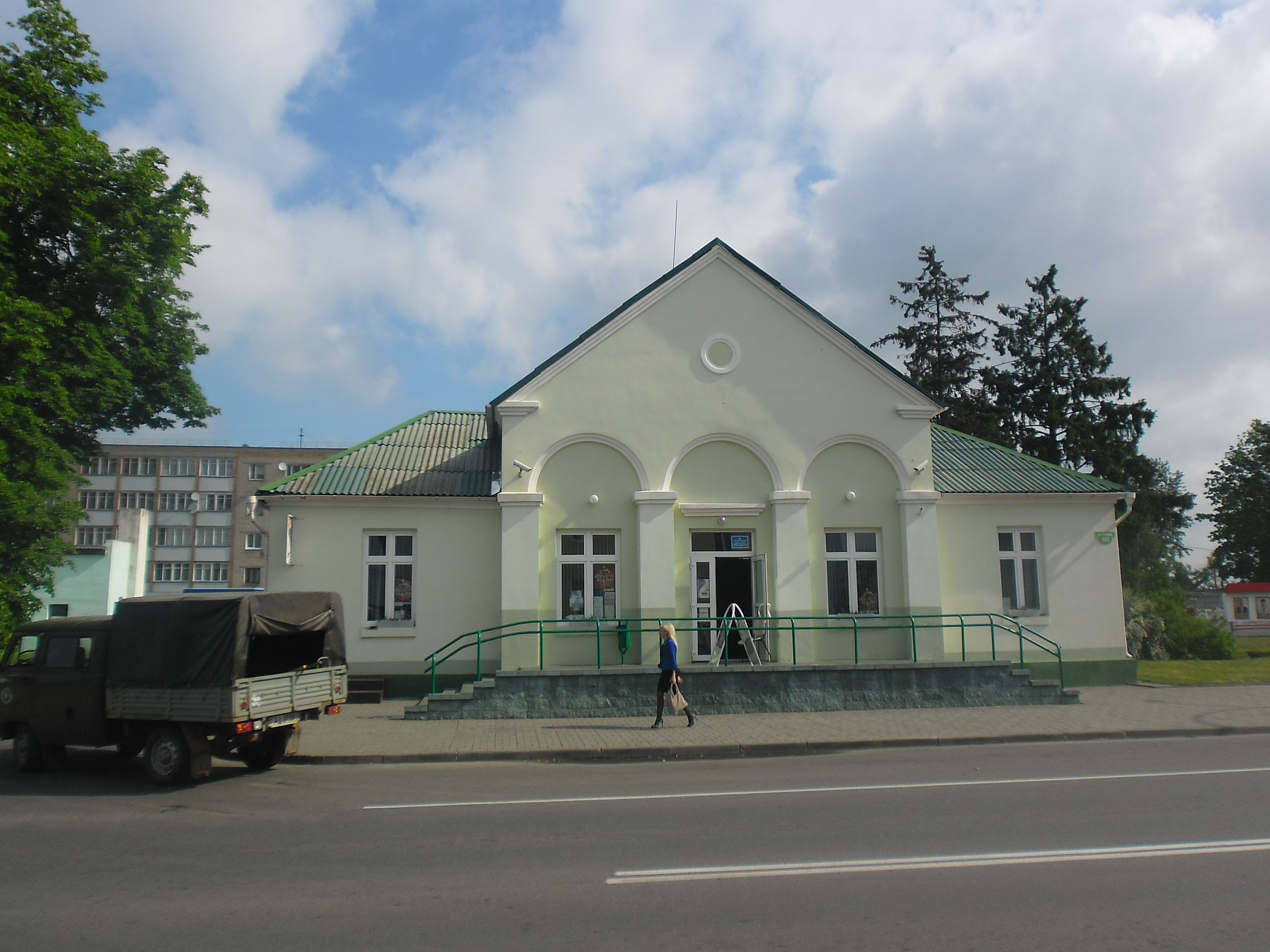
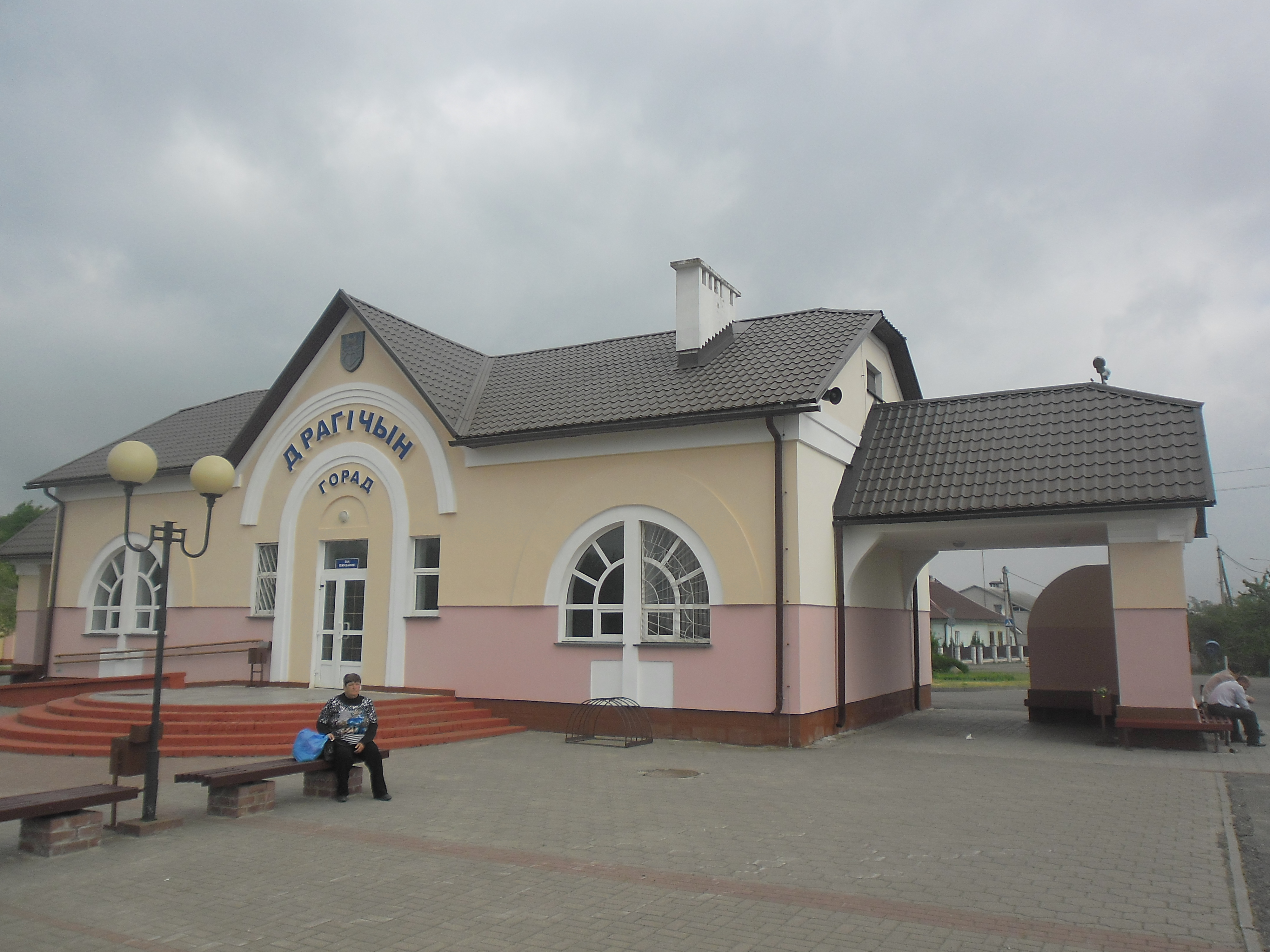
Przystanek kolejowy Drohiczyn Miasto